# バーチャルスタジアム
バーチャルスタジアムとは、2002 FIFAワールドカップ日本招致委員会が、開催時の目玉として構想されていた立体映像のシステムである。
通商産業省（現経済産業省）と郵政省（現総務省）が中心となって企画されたもので、当時日本国内では15の自治体が開催の立候補に挙げられていたが、試合が行われていない日の施設の有効活用として、ピッチ上に立体映像装置を設け、あたかもその場所で試合が行われているように見せるバーチャル空間で試合を鑑賞してもらうという試みであった。この企画は、ハイビジョンカメラ（2K）3台を横に並べ、その画像をつなぎ目なしで合成してピッチ全体を俯瞰するという仕組みだった。
研究・開発費用には500億円程度がかかるとされ、試合会場の有効活用で、日本の映像技術・ハイテク技術を世界にPRすることも念頭に置いていたとされている。
しかし、2002年W杯は日本と大韓民国による史上初の共同主催となったことでの公約ではなくなったことや、今後の資金調達上の問題、短期間でそれを完成させることは難しいとして実現は事実上不可能となるが、この構想を「高精細超大型映像システム」という形に変えて続けて研究・開発が行われた。
1997年に「メガビジョン」と命名され、日本ビクターの大和市の工場での試験映像の試写を皮切りに、様々な技術実験を展開し、1999年12月には「2002 FIFAワールドカップ大陸別予選組み合わせ抽選会」を撮影した内容を、恵比寿ガーデンプレイスにて行い、国際サッカー連盟関係者や日本国外のマスメディアなどからも注目され「言い訳のない試写会」といわれるようになった。
2000年12月には日韓戦（国立霞ヶ丘陸上競技場）でリアルタイム伝送実験が初めて行われ、2002年のW杯日韓大会では、64試合のうち11試合が日韓両国の複数個所に同時衛星生中継された。
2024年3月、愛知県競馬組合所有の名古屋競馬場（旧）跡地にある場外馬券発売所「サンアール名古屋」にこの概念とほぼ同じように約15m幅の大型スクリーンタイプが設けられ、競馬場の全景を再現した雰囲気を提供できるようになった。